# Зильберман, Бен
Бен Зильберман (англ. Ben Silbermann; род. 14 июля 1982) — американский интернет-предприниматель, один из основателей социального интернет-сервиса Pinterest.

## Биография
Вместе с родителями — офтальмологами Нилом Зильберманом (англ. Neil Nathan Silbermann) и Джейн Ванг (англ. Jane Wang) — приехал в Де-Мойн, штат Айова.
В 1998 году поступил в научно-исследовательский институт при Массачусетском технологическом институте. Окончил Йельский университет в 2003 году.
Работал в компании Google в онлайн-рекламной группе. Спустя некоторое время ушел из компании и начал разработку собственного приложения для iPhone с приятелем по колледжу — Полом Скиарра.
Позже совместно с Полом Скиаррой и Эваном Шарпом (автором дизайна сервиса) создали программный продукт, позже переросший в интернет-сервис Pinterest, ставший социальной сетью.

## Семья
Женат на индианке Дивье Бхаскаран, у них есть сын Макс.